# Amtsgericht Linz am Rhein

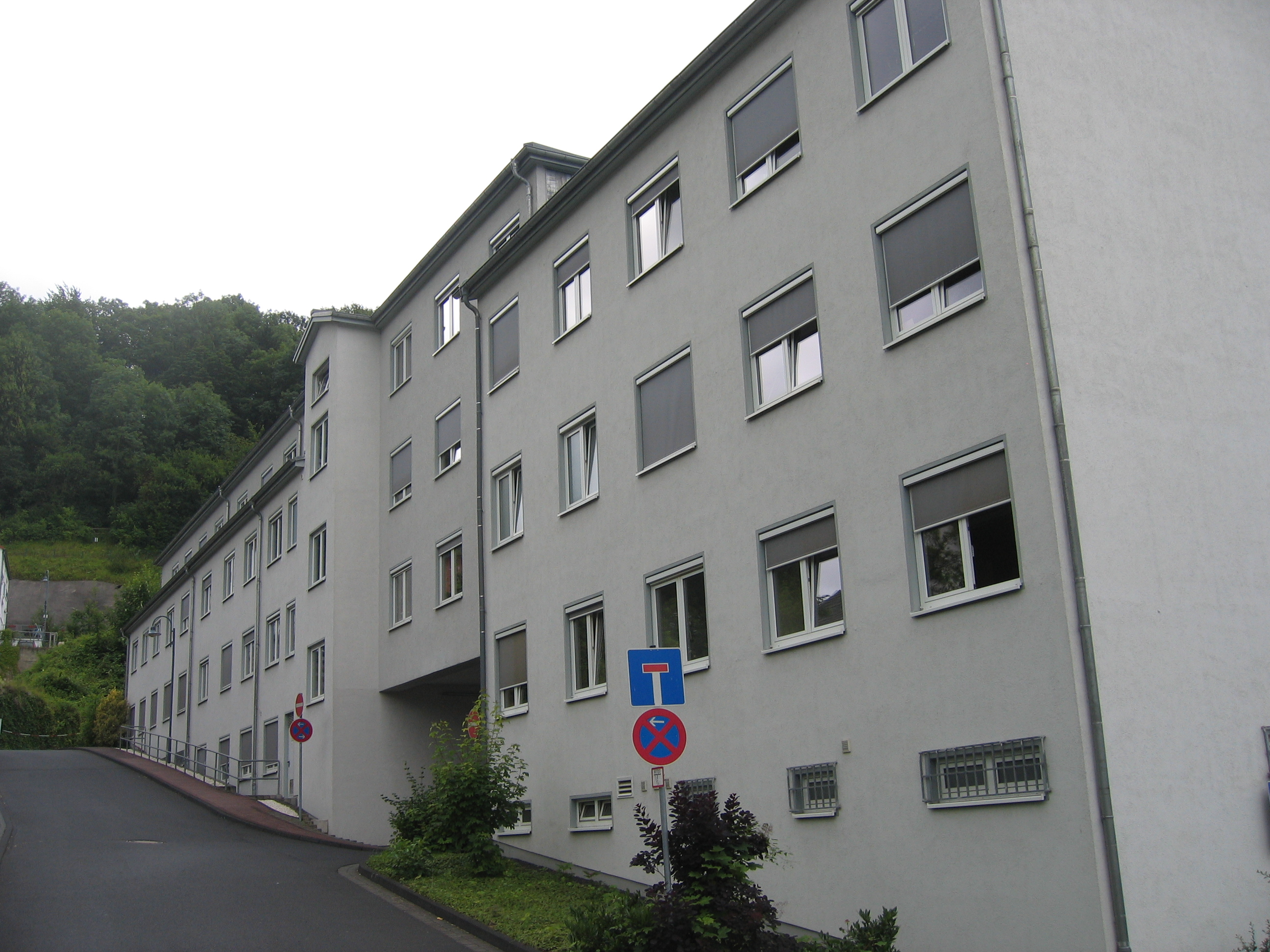
Gerichtsgebäude

Das Amtsgericht Linz am Rhein ist ein Gericht der ordentlichen Gerichtsbarkeit in Rheinland-Pfalz mit Sitz in Linz am Rhein. Es gehört zum Landgerichtsbezirk Koblenz. Das Amtsgericht hat rund 35 Beschäftigte, davon 6 Richter und 7 Rechtspfleger.

## Zuständigkeit
Das Amtsgericht in Linz am Rhein ist erstinstanzliches Gericht in Zivil-, Familien- und Strafsachen. Da das Amtsgericht Linz am Rhein auch als Vollstreckungsgericht fungiert, ist es für alle Zwangsvollstreckungssachen zuständig, bei denen der Schuldner seinen Wohnsitz im Gerichtsbezirk hat.
Die ca. 66.000 (Stand 31. Dezember 2017) sogenannten Gerichtseingesessenen verteilen sich auf die Verbandsgemeinden Asbach, Bad Hönningen, Linz am Rhein und Unkel.

## Gebäude
Das Gerichtsgebäude befindet sich Am Konvikt 10. Das Gebäude teilt sich das Amtsgericht mit der Polizei.